# Joris Van Hout
Joris Van Hout (* 10. Januar 1977 in Mol) ist ein ehemaliger belgischer Fußballspieler auf der Position eines Stürmers.

## Karriere
Van Hout begann seine Karriere beim belgischen Klub Dessel Sport, bevor er zum KV Mechelen ging und kurz darauf seine Profilaufbahn startete. Im Jahr 2001 verpflichtete ihn der belgische Spitzenklub RSC Anderlecht, wo er mehr ins Rampenlicht rückte. Zur Saison 2002/2003 wechselte er für eine Ablösesumme von rund 500.000 Euro zum Bundesligisten Borussia Mönchengladbach. Dort absolvierte er 69 Bundesligaspiele und erzielte dabei elf Treffer. Nachdem er sich 2005 im Gladbacher Angriff großer Konkurrenz ausgesetzt gesehen hatte, wechselte er zum Bundesligaabsteiger VfL Bochum, bei dem er mit sechs Toren in 25 Spielen zum direkten Wiederaufstieg beitrug. In der Saison 2006/07 kam er jedoch für den VfL nur noch zu 14 Kurzeinsätzen, in denen er keinen Treffer erzielte. Zur Spielzeit 2007/08 schloss er sich dem belgischen Erstdivisionär KVC Westerlo an, bei dem er einen Vierjahresvertrag unterschrieb. Im Jahre 2012 ging er wieder vom Verein ab und ließ schließlich bis Sommer 2014 seine Karriere bei seinem ehemaligen Ausbildungsverein KFC Dessel Sport ausklingen.
In seiner Gladbacher Anfangszeit absolvierte van Hout am 16. Oktober 2002 ein Länderspiel für die belgische Fußballnationalmannschaft, als er beim 1:0-Sieg über Estland in der 88. Spielminute für Thomas Buffel auf den Rasen kam. Bereits über ein Jahr zuvor stand Van Hout bereits im Kader des belgischen Nationalteams, kam allerdings beim 3:1-Erfolg über Lettland am 2. Juni 2001 nicht zum Einsatz und verbrachte das Länderspiel auf der Ersatzbank. Der Kurzeinsatz im Jahre 2002 blieb auch sein einziger Länderspielauftritt in seiner Karriere.

## Erfolge
VfL Bochum
- Aufstieg in die 1. Bundesliga: 2005/06